# Viggo Widerøe
Viggo Widerøe (født 13. august 1904, død 8. januar 2002) var en norsk flyver og kendt som stifteren af Widerøes Flyveselskap.
Widerøe regnes blandt pionererne inden for norsk luftfart. Han blev uddannet ved Marinens flyvåpen i 1924 og var marineflyver en del år indtil han i 1934, sammen med sin bror Arild (1908-1937) og nogle kammerater, grundlagde Widerøes Flyveselskap, der i de første år, frem til udbruddet af 2. verdenskrig, drev taxi-, ambulance-, skole- og fotoflyvning.
Under krigen var Widerøe medlem af modstandsgruppen "Torsvik-gruppen" i Ålesund. Han blev arresteret under optrævlingen af gruppen og blev idømt fængselsstraf i Tyskland, hvor han blev holdt indespærret i fire år.  Hans bror Rolf Widerøe var en kendt ingeniør, der for at hjælpe Viggo under fængselstiden, rejste til Tyskland og begyndte at arbejde for det tyske luftfartsministerium. I 1947 var Viggo Widerøe tilbage som leder af flyselskabet, som han ledte frem til 1970. 
Udover flyselskabet udførte Viggo Widerøe en række bedrifter indenfor norsk civil luftfart, bl. a var han pilot under Lars Christensens Antarktisekspedition 1936–37, hvor han fløj ca. 10 000 km og kortlagde ca. 80 000 km² af kysten udfor Dronning Maud Land.
For sin indsats for norsk luftfart blev han hædret med St. Olavs Orden i 1954, og Norsk Aero Klubbs hederstegn i 1969. Widerøebjerget i Antarktis er opkaldt efter ham.